# Estàtua orant del bisbe Barrientos
El Retrat de l'aparell que va formar part del monument funerari del bisbe Fra Lope de Barrientos, que va estar sota una cúpula  mudèjar  cassetonada, a la capella de l'Hospital de la Pietat de Medina del Campo, fundat per ell mateix (actualment desaparegut). Es conserva en el Museu de les Fires de Medina del Campo. El testament del bisbe, de l'any 1454, descriu com desitjava que fos la seva tomba:
| « | "... que el cadàver l'enterrin a la nostra capella major del nostre hospital, i el posin sota l'embalum d'alabastre, segons per la via que ens tenim data i ordenada" | » |

Està esculpit en alabastre, són diverses peces enganxades i ensamblades amb espigues metàl·liques. El rostre és tan naturalista que se suposa que s'hagi estat obtingut a partir d'una màscara mortuòria de cera. És possible que el cos hagués estat preparat molt abans tot esperant la mort el bisbe. No és forassenyat, doncs, pensar que el disseny d'estàtua orant sigui de l'any 1454 quan el bisbe va testar (com veiem en línies anteriors), encara que no fos acabada fins a la mort de Fra Lope.
Al final de l'edat mitjana es va començar a representar els difunts com si estiguessin vius, en aquest cas el personatge apareix resant agenollat (orant). S'ha indicat que potser és la primera figura de model orant, ja que es data en l'any 1469, tot i que potser les escultures de la tomba dels Velasco en el Monestir de Guadalupe (província de Càceres) de Egas Cueman, de l'any 1467, siguin documentalment anteriors (sense dubte aquesta és de superior qualitat artística). No obstant això, sabem que, abans d'anar a l'esmentat monestir, Egas Cueman i el seu germà Hanequin de Brussel van treballar en la Catedral de Conca, sent bisbe de la diòcesi del mateix Lope de Barrientos i, com acabem de dir, l'escultura sembla preparada amb certa antelació a la data de l'òbit. Una altra figura molt semblant és la de l'infant de  Castella  Alfons, de la Cartoixa de Miraflores (Burgos), per Gil de Siloé (1490).
És d'autor anònim però, hi ha poderoses similituds amb l'estil general dels escultors borgonyons, entre ells Gil de Siloé, pel virtuosisme en el treball de l'alabastre, tant en els brodats de la casulla com en els encaixos dels punys, les joies o la pedreria de la tiara i l'estola, però també amb el de Egas Cueman per la duresa del plegat i la intensitat de l'expressió. Pel que fa al rang social del personatge, l'abundant ornamentació, la figura del gos, els brodats de la casulla ... reflecteixen la importància del retratat (luxe, sumptuositat, refinament ...).